# Placówka Straży Celnej „Gliśno”

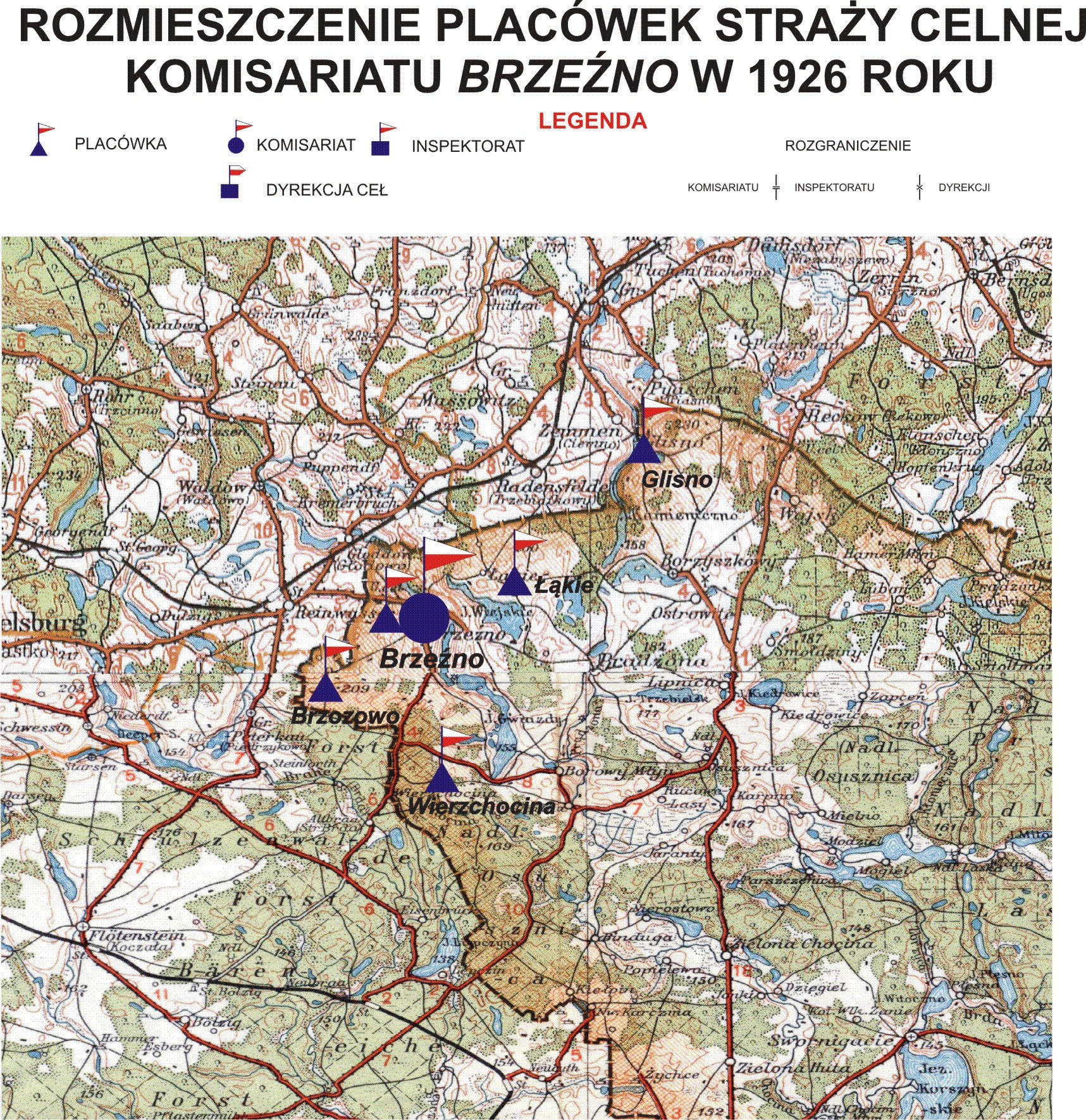
Komisariat SC „Brzeźno”

Placówka Straży Celnej „Glisno” – jednostka organizacyjna Straży Celnej pełniąca w okresie międzywojennym służbę ochronną na granicy polsko-niemieckiej.

## Formowanie i zmiany organizacyjne
Na wniosek Ministerstwa Skarbu, uchwałą z 10 marca 1920 roku, powołano do życia Straż Celną. Jednostki Straży Celnej rozpoczęły przejmowanie odcinków granicy od pododdziałów Batalionów Celnych. W 1922 roku w Przymuszewie stacjonował sztab 4 kompanii 17 batalionu celnego. 4 kompania celna wystawiła między innymi placówkę w Gliśnie. Proces tworzenia Straży Celnej trwał do końca 1922 roku. Placówka Straży Celnej „Glisno” weszła w podporządkowanie komisariatu Straży Celnej „Brzeźno” z Inspektoratu SC „Chojnice”.
W drugiej połowie 1927 roku przystąpiono do gruntownej reorganizacji Straży Celnej. W praktyce skutkowało to rozwiązaniem tej formacji granicznej. Ochronę północnej, zachodniej i południowej granicy państwa przejęła powołana z dniem 2 kwietnia 1928 roku Straż Graniczna.
Rozkazem nr 2 z 19 kwietnia 1928 roku w sprawie organizacji Pomorskiego Inspektoratu Okręgowego dowódca Straży Granicznej gen. bryg. Stefan Pasławski określił strukturę organizacyjną komisariatu SG „Prądzona”. Placówka Straży Granicznej I linii „Gliśno” znalazła się w jego strukturze.

## Funkcjonariusze placówki
Kierownicy placówki
| stopień    | imię i nazwisko, numer         | okres pełnienia służby | kolejne stanowisko |
| ---------- | ------------------------------ | ---------------------- | ------------------ |
| przodownik | Aleksander Maślankowski (1931) | był w 1926             |                    |

Obsada personalna placówki w 1926:
- przodownik Aleksander Maślankowski (1931)
- starszy strażnik Franciszek Jaskulski (606)
- strażnik Aleksander Zmyślony (2198)
- strażnik Stanisław Szóstak (2201)
- strażnik Stanisław Przybył (1961)
- strażnik Józef Skibiński (2075)
- strażnik Ignacy Adamczak (1712)
- strażnik Wincenty Stajszczyk (3080)
- strażnik Janiszewski Stefan (2930)
- strażnik Stefan Matczak (1935)